# Dinko Ranjina

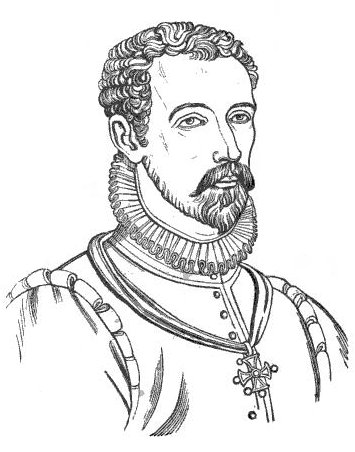
Dinko Ranjina

Dinko Ranjina, född 1536 i Dubrovnik, död där 1607, var en kroatisk skald. 
Ranjina utgav 1563 i Florens en samling lyriska dikter, Pjesni razlike (omtryckt i Stari pisci hrvatski, band 18), som jämte översättningar av latinska skalder innehåller satiriska epigram, varigenom den poetiska ämnessfären vidgades.